# Ленинградский областной государственный архив в г. Выборге
Государственное казённое учреждение «Ленинградский областной государственный архив в г. Выборге» (ЛОГАВ) — региональный архив Ленинградской области в городе Выборге. Размещается в памятнике архитектуры, расположенном в Петровском парке Аннинских укреплений Выборга.

## Здание архива
Одновременно с одобрением предложения об установке в Выборге памятника Торгильсу Кнутссону императором Николаем II в начале 1908 года была одобрена инициатива бывшего коменданта Выборгской крепости генерала Н. Н. Кайгородова о возведении в городе в качестве символа взятия Выборга русскими войсками военного собора и было принято решение об установке памятника Петру I на вершине скалы, с которой открывается обзор на Выборгский замок.
В 1910 году в присутствии правительственной делегации был торжественно открыт памятник Петру I, а рядом заложен фундамент православного собора Христа Спасителя, спроектированного в 1914 году гражданским инженером В. А. Косяковым. К 1917 году строительство близилось к завершению: оставалось только отделать башни с главками. Однако революционные события и провозглашение независимости Финляндии воспрепятствовали достройке собора. Его фундамент и (частично) стены были использованы при возведении в 1932—1933 годах здания Выборгского окружного архива по проекту У. Ульберга.
Кубообразное, современных форм строение с оригинальными вертикалями световых проёмов, контрастно сопоставленное с древним замком за узким проливом, стало важным элементом морской панорамы Выборга. Здание архива выполнено в духе функционализма с элементами неоклассики. Для полноценного выполнения необходимых функций по хранению документов архитектором было предусмотрено множество конструктивных особенностей, таких, как особая система вентиляции и отопления помещений, стеклянные перегородки на железном каркасе, полы с резиновым покрытием, металлические двери и оконные рамы с армированными стёклами. Функционально здание разделено на две части. Первая часть — архивные помещения (пять этажей с общей длиной полок 11 500 погонных метров); вторая часть — котельная, склады для топлива, прачечная, кухня, фотолаборатория, вестибюль с витринами, канцелярия, переплётная, кабинет директора, читальный зал, библиотека и квартиры персонала.

## Выборгский окружной архив
В архиве, открытом в 1934 году в качестве одного из пяти окружных архивов Финляндии, хранились документы Выборгского губернского правления, Выборгского гофгерихта и других административных и судебных учреждений на шведском, финском, немецком и русском языках. Имелась также библиотека из редких и ценных книг. Но в ходе советско-финских войн (1939—1944) основная часть документов архива была перемещена и с 1953 года находится в архиве города Миккели. После войны часть оставшихся документов была передана в Центральный государственный архив Карелии в Петрозаводске. Сейчас в архиве на хранении находится 139 300 довоенных документов на финском, шведском, немецком языках.

## Ленинградский областной государственный архив
В 1940 году на базе Выборгского Окружного архива Финляндии создан Выборгский филиал Центрального государственного архива НКВД Карело-Финской ССР. Во время Великой Отечественной войны в 1941—1945 годах он находился на эвакуации в городе Костроме.
В 1951 году филиал архива был преобразован в Государственный архив Ленинградской области в городе Выборге. С 1958 года он стал комплектоваться документами из ведомственных и районных архивов области.
В 1964—1969 годах архив был филиалом Ленинградского государственного архива Октябрьской революции и социалистического строительства, в результате был проведён обмен документами в соответствии с профилем архивов.
Таким образом, сложились три группы документов, хранящихся в архиве:
- документы бывшего Выборгского окружного архива Финляндии,
- документы, поступившие из Ленинградского государственного архива Октябрьской революции и социалистического строительства,
- документы, поступившие от районных и городских архивов Ленинградской области.

В 2006 году Ленинградский областной государственный архив в городе Выборге зарегистрирован в качестве государственного учреждения.